# John Ross (chef cherokee)
Pour les articles homonymes, voir John Ross et Ross.
 (novembre 2018).
Si vous disposez d'ouvrages ou d'articles de référence ou si vous connaissez des sites web de qualité traitant du thème abordé ici, merci de compléter l'article en donnant les références utiles à sa vérifiabilité et en les liant à la section « Notes et références ».
John Ross (en cherokee Koowescoowe), né le 3 octobre 1790 et mort le 1er août 1866 à Washington, fut un chef amérindien de père écossais et de mère métis écossaise et un quart cherokee.

## Biographie
John Ross est né à Turkeytown dans l'Alabama, le long de la Coosa, près de Lookout Mountain situé à l'angle nord-ouest de la Géorgie, le coin nord-est de l'Alabama, et le long de la frontière sud du Tennessee à Chattanooga. Il sert dans l’armée avec Andrew Jackson contre les Creeks en 1812. Il est nommé président du conseil national des Cherokees de 1819 à 1826 et élu chef de la nation Cherokee de 1828 à 1839.
Tandis que Major Ridge s'était longtemps opposé aux propositions du gouvernement des États-Unis pour que les Cherokees vendent leurs terres et se déplacent vers l'Ouest, l'expansion rapide de la colonisation blanche et les efforts de l'État de Géorgie pour supprimer le gouvernement cherokee l'ont fait changer d'avis. Conseillé par son fils John Ridge, Major Ridge a alors estimé que la meilleure manière de préserver les intérêts de la nation cherokee était d'obtenir du gouvernement de bonnes concessions avant qu'il ne soit trop tard. Le 22 décembre 1835, Ridge était l'un des signataires du traité de New Echota qui organisait l'échange de la terre tribale cherokee à l'est du Mississippi pour des terres plus à l'ouest. 
Légalement douteux, le traité a été rejeté par le chef John Ross et la majorité du peuple cherokee. Néanmoins, il a été ratifié par le Sénat des États-Unis.
Peu après la signature du traité, Ridge a émigré avec sa famille et beaucoup d'autres Cherokees vers l'Ouest. Les termes du traité ont été strictement appliqués et les Cherokees (ainsi que leurs esclaves africains) qui étaient encore dans les terres tribales de l'est des États-Unis ont été déportés par le gouvernement fédéral en 1838. Ils ont commencé un voyage connu sous le nom de la « Piste des Larmes » pendant lequel plusieurs milliers sont morts. Dans l'ouest, Ridge et les autres signataires du traité de New Echota ont subi les conséquences de leurs actes. En 1839, Major Ridge, son fils John, et le neveu Elias Boudinot furent assassinés par des Cherokees de la faction de John Ross. Le neveu de Ridge, Stand Watie, le futur général confédéré de la guerre de Sécession était également visé mais a réussi à s'échapper pour devenir ensuite chef des Cherokees du sud.
Il résiste vaillamment à l’expulsion de son peuple de Géorgie mais il est finalement forcé d’en prendre la tête. C’est le drame de la « Piste des Larmes » provoquée par l'Indian Removal Act qui déporte les Cherokees en plein hiver avec d’effroyables pertes vers les territoires indiens de l’Oklahoma de 1838 à 1839. Pour quitter la tristesse du camp, il explora les régions bordant la piste des larmes pendant deux mois.
Il reste chef de la nation Cherokee Unie jusqu'à sa mort et participe activement à la rédaction de sa constitution.
Parmi ses descendantes figurent la mathématicienne et ingénieure Mary G. Ross, ainsi que l'actrice, réalisatrice et conteuse Gayle Ross.